# Charles-Ignace Gill
Pour l’article homonyme, voir Gill.
Charles-Ignace Gill (12 mars 1844-16 septembre 1901) est un avocat et homme politique fédéral et provincial du Québec.

## Biographie
Né à Saint-François dans le Canada-Est, il étudia au Collège de Nicolet et à l'Université Laval. Il apprend le droit avec le sénateur et maire de Québec Ulric-Joseph Tessier, ce qui lui permit d'être nommé au Barreau en 1867. Alors qu'il pratique dans la région de Sorel, il épouse la fille du député fédéral de Drummond—Arthabaska Louis-Adélard Sénécal en 1870. 
Élu député du Parti conservateur du Québec dans la circonscription provinciale de Yamaska en 1871, il démissionna en 1874 pour se porter candidat sur la scène fédérale. Élu député conservateur dans la circonscription fédérale de Yamaska en 1874, il fut réélu en 1878. 
Il démissionne en 1879, pour devenir juge à la Cour supérieure du Québec dans le district de Richelieu. Transféré au district de Montréal en 1886, il travaille aussi comme directeur de la Montreal, Portland and Boston Railway.